# Khàtham
Khàtham fou una antiga tribu àrab que habitava almenys a partir del segle vi el territori muntanyós entre Taïf i Najran. Es creu que foren una confederació de clans d'origen diversos, que haurien emigrat d'Aràbia del sud després del trencament dels dics de Marib.
Van intentar oposar-se a l'exèrcit abissini d'Abraha però foren derrotats per aquest vers 620 i van haver de guiar als seus enemics. Es sospita que tenien simpaties jueves i les relacions amb els musulmans foren fredes fins que finalment van acceptar l'autoritat de Mahoma; una part es va revoltar a la mort del Profeta, però la resistència es va acabar quan el santuari de Dhu-l-Khalasa, centre de l'oposició, fou destruït pels musulmans dirigits per Abd-Al·lah ibn Jàrir al-Bajalí. Durant les guerres de conquesta apareixen als exèrcits de Síria i Iraq.